# (35056) Cullers
(35056) Cullers es un asteroide perteneciente a asteroides que cruzan la órbita de Marte, descubierto el 28 de septiembre de 1984 por Carolyn Shoemaker y por su esposo que también era astrónomo Eugene Shoemaker desde el Observatorio del Monte Palomar, Estados Unidos.

## Designación y nombre
Designado provisionalmente como 1984 ST. Fue nombrado Cullers en honor a Kent Cullers el primer físico totalmente ciego del mundo, desarrolla su trabajo mostrando el universo a los ciegos y animándolos a participar en la ciencia. Ha avanzado en la visualización de gráficos, diagramas y elementos únicos de conceptos científicos.

## Características orbitales
Cullers está situado a una distancia media del Sol de 2,444 ua, pudiendo alejarse hasta 3,231 ua y acercarse hasta 1,658 ua. Su excentricidad es 0,321 y la inclinación orbital 23,50 grados. Emplea 1396,42 días en completar una órbita alrededor del Sol.

## Características físicas
La magnitud absoluta de Cullers es 14. 